# Sesquialtera ridicula
Sesquialtera ridicula är en fjärilsart som beskrevs av Louis Beethoven Prout 1916. Sesquialtera ridicula ingår i släktet Sesquialtera och familjen mätare. Inga underarter finns listade i Catalogue of Life.